# 交配

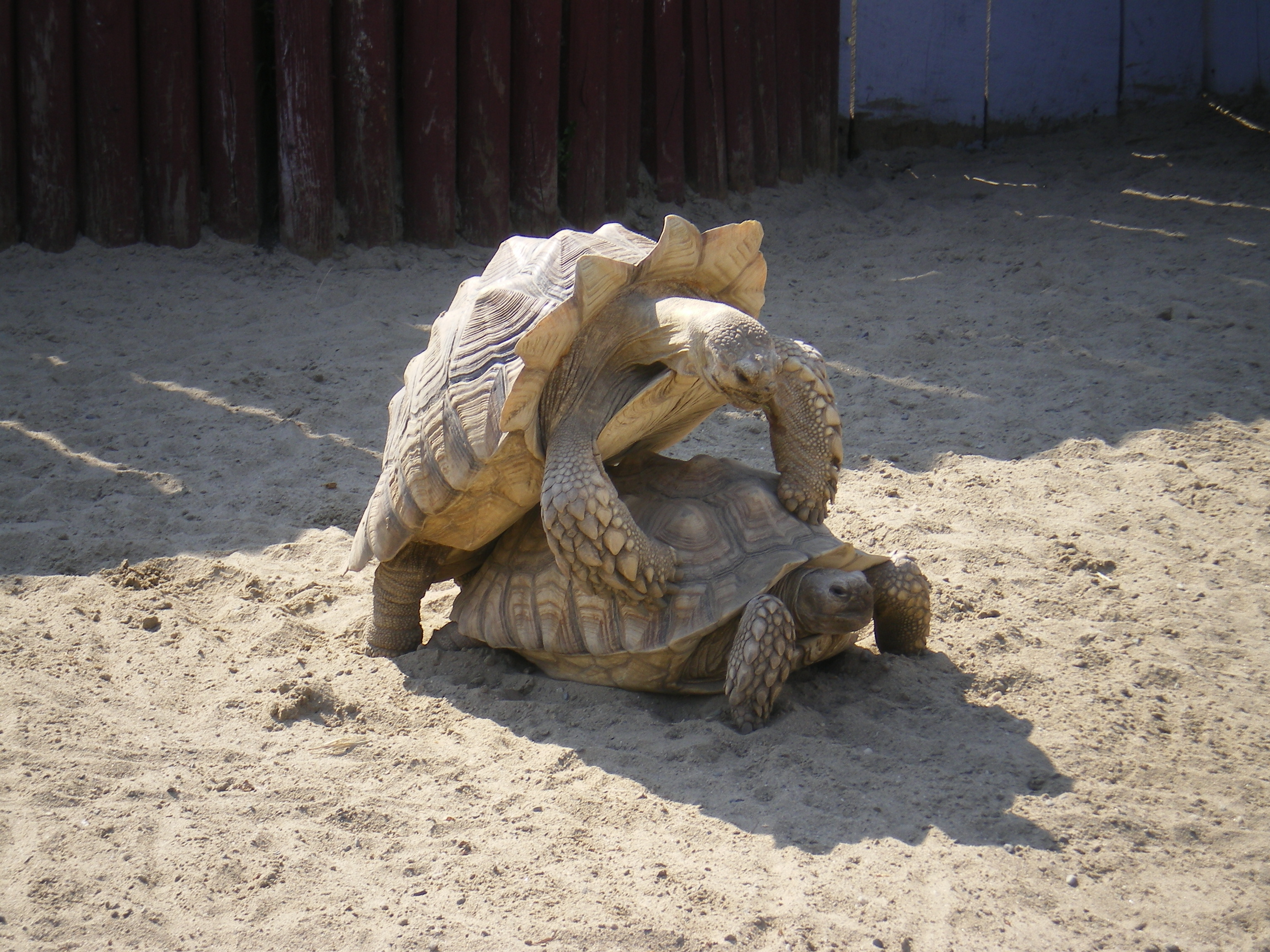
一对龟在交配

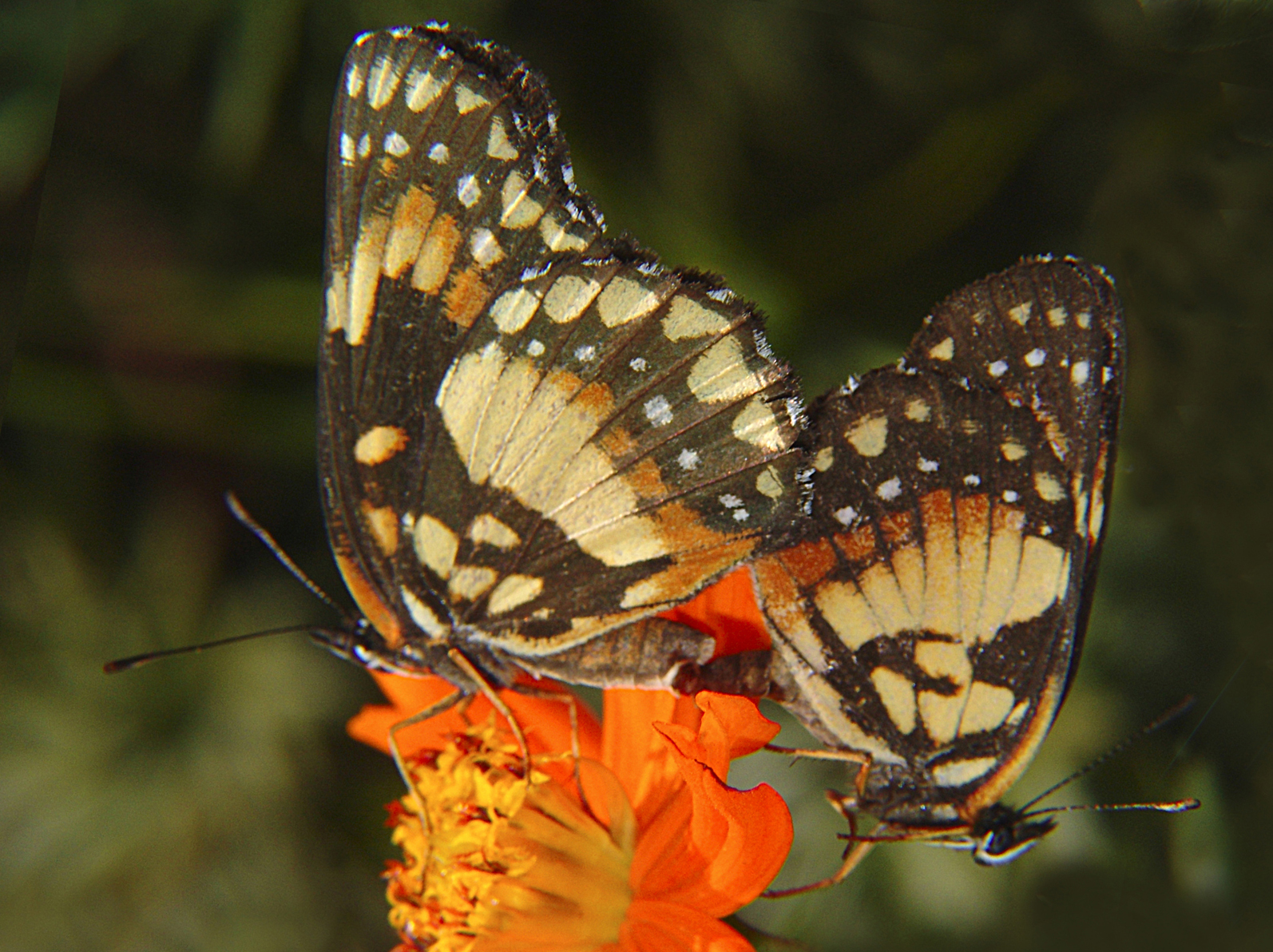
一对蝴蝶在花朵上交配

在生物學中，交配（英語：mating）是指異性或雌雄同體生物配對以達成有性生殖目的。 受精是兩個配子的融合。 交尾是指兩個有性生殖動物的性器官的結合，用於授精和隨後的體內受精。 交配也可能導致體外受精，如兩棲動物、魚類和植物中所呈現。 對於大多數物種來說，交配是在兩個異性個體之間進行的。 然而，對於一些雌雄同體的物種來說不需交配，因為親本生物能自我受精（自配，英語：Autogamy），如香蕉蛞蝓。
交配一詞也適用於細菌、古細菌和病毒的相關過程。 在這些情況下，交配涉及個體配對，伴隨著同源染色體的配對，然後交換基因組資訊，從而形成基因重組的後代。

## 自然交配
在大部分的动物（如鸟，爬行动物）的交配，是双方生殖开口（泄殖腔）的对接，而在人类和其他哺乳动物则是雄性生殖器（阴茎）插入雌性生殖器（阴道）、或者雌性生殖器包住雄性生殖器，即性交。
交配是由于本能，性欲和相应的诱发因素引起的（如：孔雀的开屏，雌性狗散发的气味分子等）。